# Automotrice FCE ADe 07-10
Le automotrici FCE ADe 07-10 erano un gruppo di quattro rotabili, costruiti dalla Fiat Ferroviaria, dalla TIBB e dalla OMS, con motorizzazione diesel e trasmissione elettrica, acquisite in origine dalle Ferrovie Calabro Lucane, originariamente immatricolate come M4 DE 151-154 (serie M4 DE 150), e in seguito cedute alla Ferrovia Circumetnea, la quale le reimmatricolò come ADe 07-10.

## Storia

### Le origini
Le 4 automotrici furono commissionate nel 1968 dalle Officine Meccaniche della Stanga, ed erano destinate alle Ferrovie Calabro Lucane, allo scopo di sostituire il materiale rotabile automotore leggero e obsoleto sulle proprie linee ferroviarie, a profilo meno accidentato, in vista della radiazione delle motrici M2 serie 50.
Le automotrici furono costruite secondo lo schema classico adottato dalla Stanga, a trasmissione elettrica, fornita dal Tecnomasio Italiano-Brown-Boveri. Il sistema di agganciamento fu realizzato di "tipo tranviario", analogo a quello delle precedenti serie FCL M2.120 e M2.200. Si trattava tuttavia di un tipo di rotabile, la cui trasmissione era differente da quella della maggior parte dei rotabili delle FCL, a trasmissione meccanica o idraulica.
La loro livrea originale era costituita da due colori principali: alla base vi era un grigio chiaro, mentre sulle fiancate e sul frontale, vi era una tonalità di verde, anch'essa chiara.
I rotabili, immatricolati come M4 DE 151-154, entrarono in servizio nel giugno 1970 sulle linee appulo-lucane, per poco meno di un decennio, ovvero fino al settembre 1978.

### La cessione alla Ferrovia Circumetnea

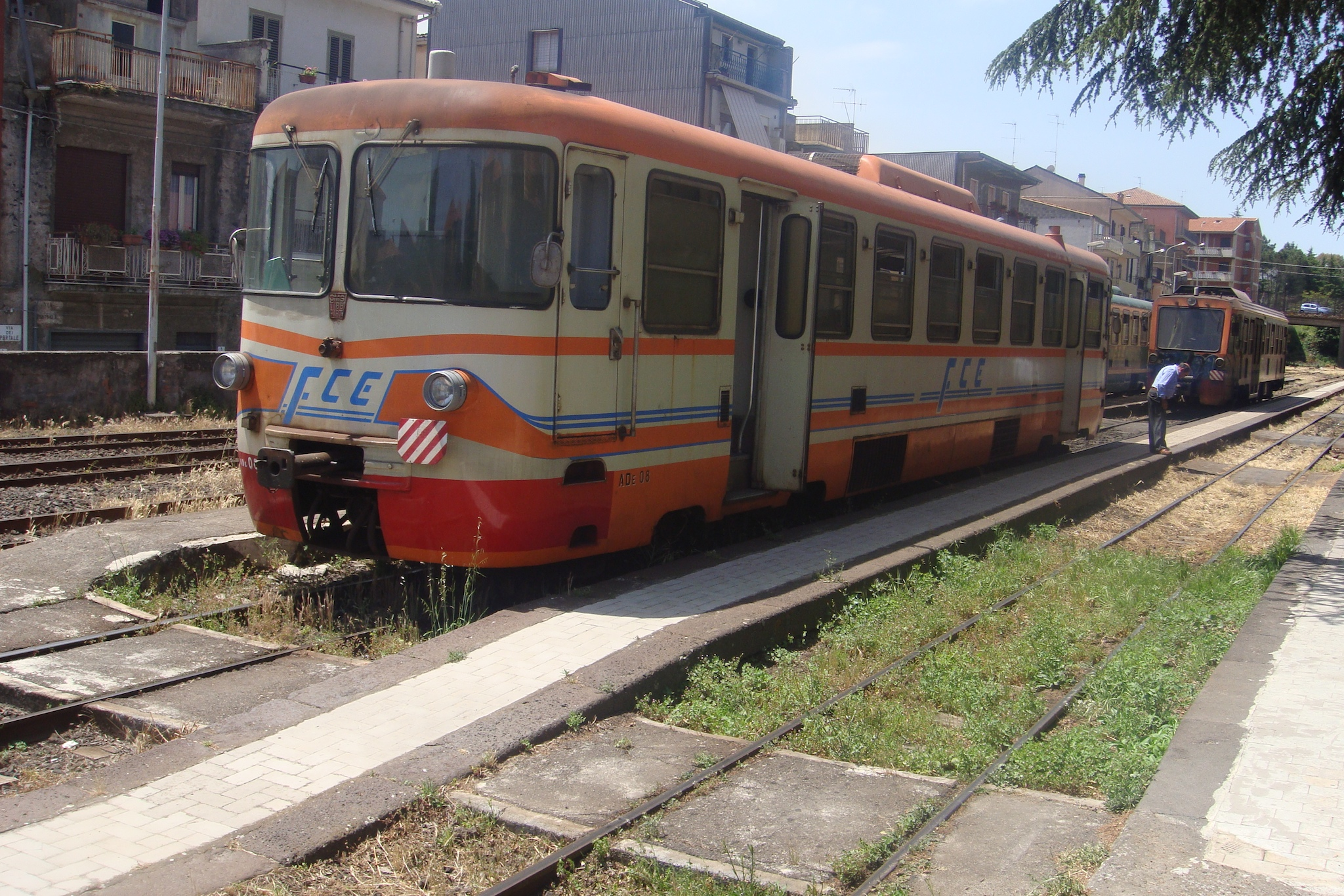
L'ADe 08 in sosta alla stazione di Randazzo, 26 maggio 2009.

Nonostante la loro buona riuscita, all'inizio degli anni ottanta, furono vendute in blocco alla Ferrovia Circumetnea, la quale le immatricolò come ADe 07-10, inserendole in turno viaggiatori ordinario. I motivi della cessione, sono da individuare nel fatto che le FCL, hanno tradizionalmente adottato trasmissioni meccaniche o idrauliche, e solo raramente, come nel caso delle M2.50 Inox Piaggio, quella elettrica. Inoltre, le M4 DE 150 erano limitate dalla loro ridotta potenza, che non consentiva su tutte le linee il traino di rimorchi

Il servizio presso la Ferrovia Circumetnea, ebbe sin dall'inizio delle limitazioni, in quanto il tipo di gancio di trazione, differente da tutte le altre automotrici del parco (comprese le carrozze), ne limitava notevolmente l'uso, per questo motivo, la Circumetnea avviò un progetto che avrebbe permesso di sostituire i loro ganci di trazione originali, con quelli che adottano la maggior parte dei rotabili del parco, in modo tale da sfruttare al massimo queste automotrici; tuttavia il progetto non fu mai realizzato, e di conseguenza, queste automotrici espletarono il loro servizio presso la Circumetnea sempre accoppiate fra loro, solitamente in coppia di due.
Dal 2003, la Circumetnea riverniciò 6 automotrici della serie ADe 11–20 con una livrea simile a quella di origine, e poco dopo tempo, applicò la stessa livrea all'ADe 09; essa fu l'unica unità della serie ad aver ricevuto questa livrea.

### Il revamping fallito per l'ADe 07

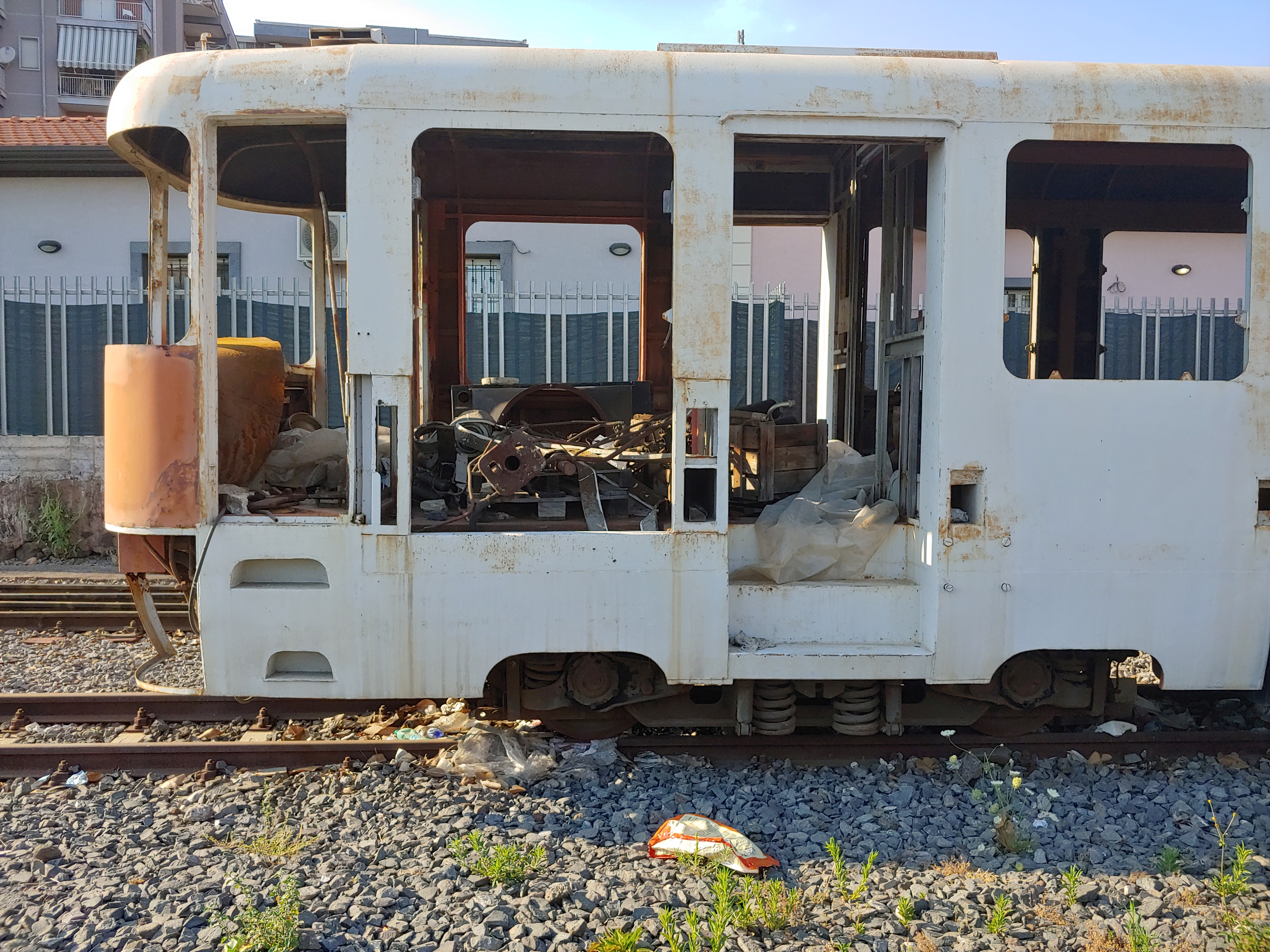
L'ADe 07 accantonata presso la stazione di Catania Borgo, dopo il processo di revamping fallito, 29 giugno 2019.

Nel corso del 2007, dopo molti anni di accantonamento nel deposito locomotive di Catania Borgo, l'ADe 07 fu trasportata in un'officina sita nei pressi di Napoli, poiché doveva essere la prima automotrice in assoluto a ricevere il processo di revamping, allo scopo di essere ammodernata; tuttavia, mentre i lavori erano già stati avviati, la ditta in questione ebbe dei problemi, chiuse i battenti e l'automotrice fu rispedita totalmente smontata. Per motivi legali, nemmeno la stessa Circumetnea poté ultimare il lavoro nelle proprie officine, e di conseguenza fu scelto di accantonare l'automotrice, verniciandola con una vernice antiruggine di color grigio chiaro, e coprendola con un telo, al fine di proteggerla dalle intemperie; successivamente il progetto di revamping fu erogato per le automotrici ADe 11–20, e dopo tanti anni di accantonamento presso la stazione di Catania Borgo, l'ADe 07 fu demolita il 25 Ottobre del 2020, insieme all'automotrice RALn 6401 (appartenente alla serie delle automotrici RALn 6401–06), alla carrozza n. 04 (la quale fu trasferita alla stazione di Catania Borgo la notte del 15 Maggio 2017), e qualche altro rotabile.

### L'incendio che distrusse l'ADe 10

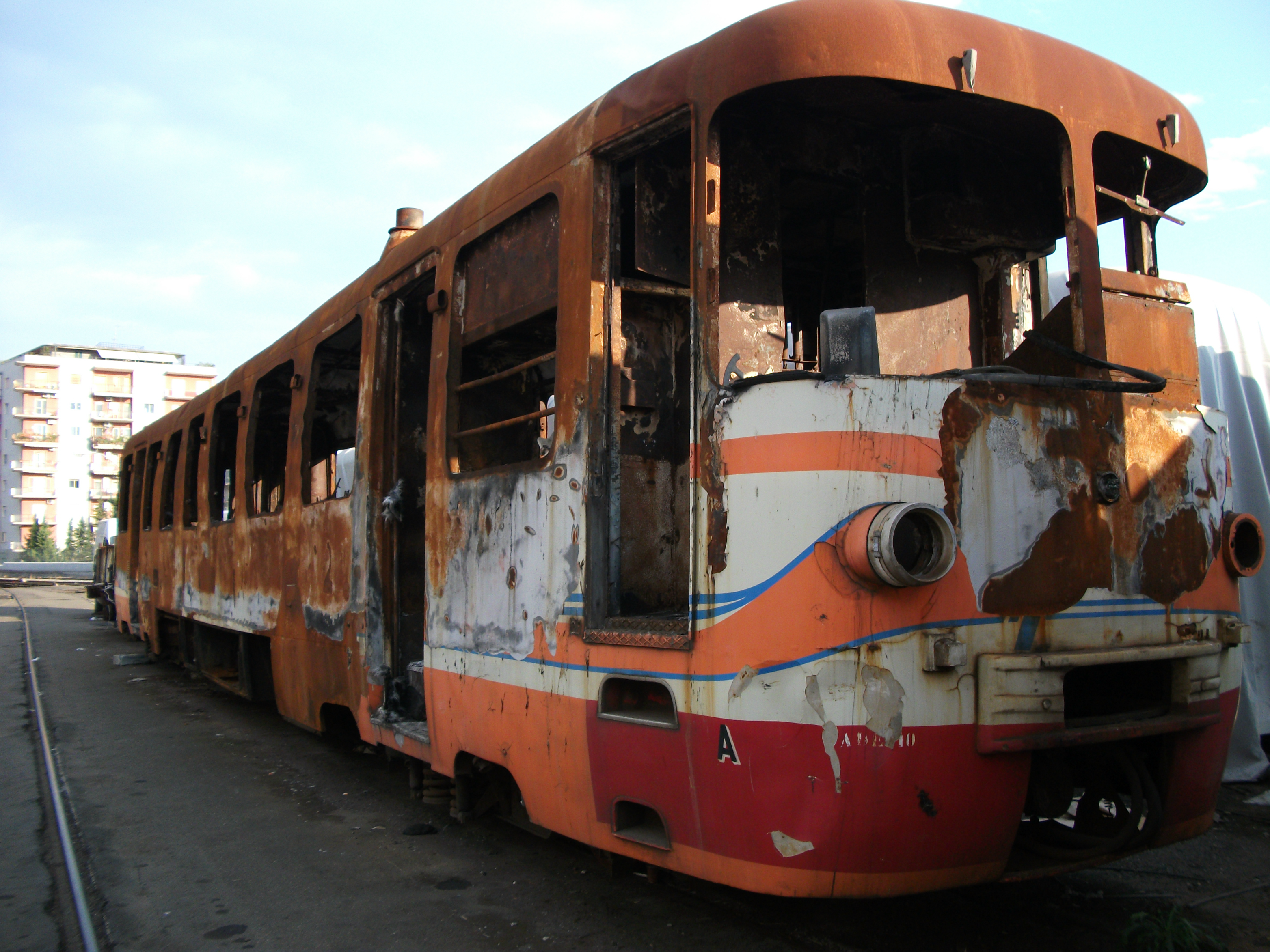
L'ADe 10 completamente distrutta da un incendio, fotografata nel deposito locomotive di Catania Borgo, 2 ottobre 2010.

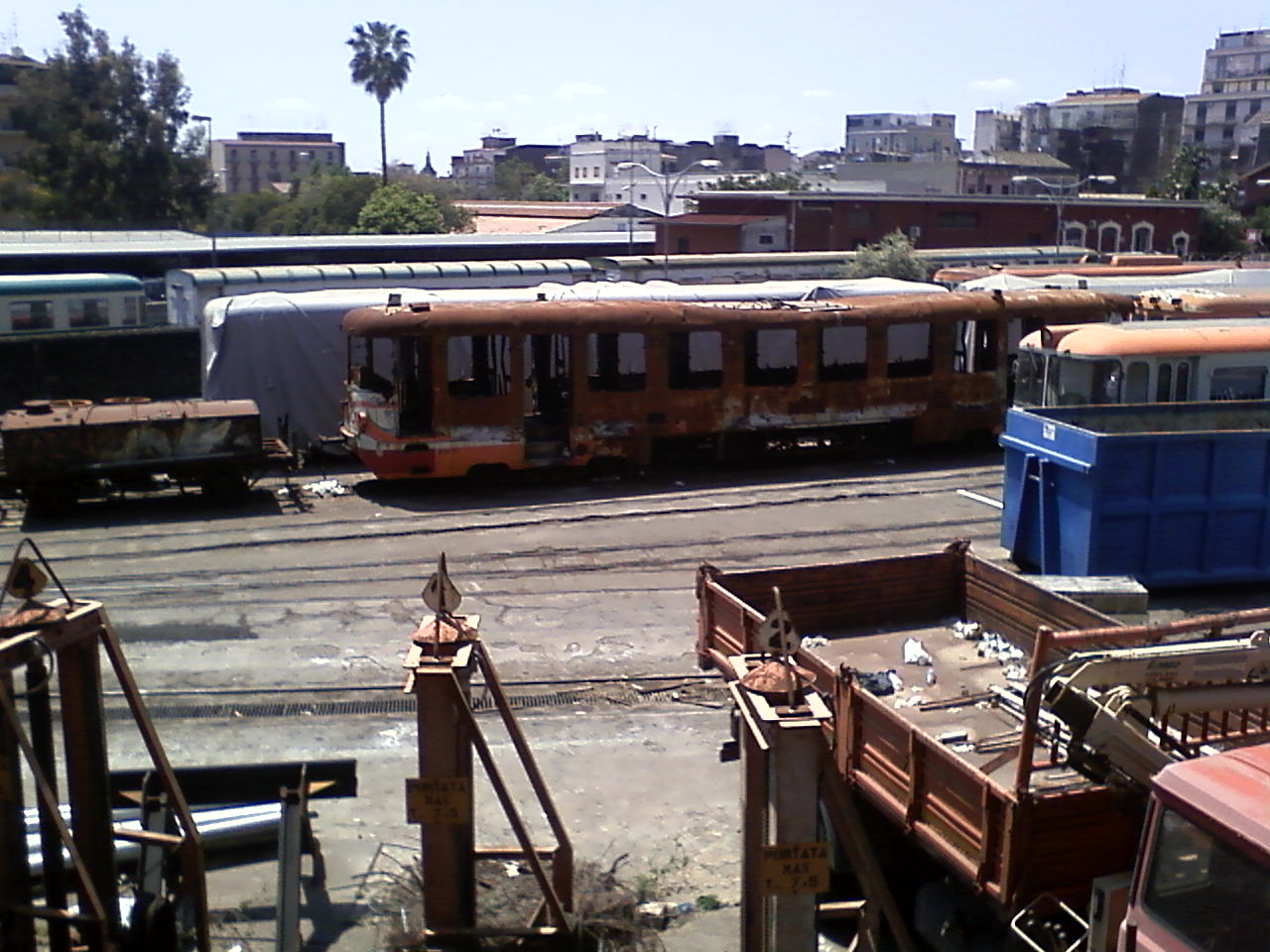
L'ADe 10 completamente distrutta da un incendio; dietro ad essa c'era l'ADe 07, l'unità gemella, nonché la prima che avrebbe dovuto ricevere il processo di revamping, 12 maggio 2011.

Nel 2017, mentre l'ADe 10 stava espletando servizio viaggiatori in coppia con un'altra gemella, si sviluppò un incendio al suo interno; non appena il personale si accorse di tale incendio, arrestò il convoglio, portò i passeggeri al sicuro, sganciò e allontano l'unità gemella (per evitare che anche quest'ultima venisse danneggiata dal fuoco) e tentò di estinguere l'incendio che stava iniziando a divorare l'automotrice; tuttavia il luogo in cui si trovava il convoglio (fra le sciare di Bronte), non era collegato da nessuna strada, di conseguenza i soccorsi non poterono raggiungere il luogo, e per l'ADe 10 non ci fu nulla da fare: le fiamme la divorarono, distruggendola in modo irreparabile, poiché venne danneggiato anche lo chassis; non fu più possibile ripararla in alcun modo, e dopo che rimase per qualche tempo accantonata nel deposito locomotive di Catania Borgo, essa fu demolita.

## Caratteristiche
Le automotrici FCE ADe 07-10 sono tecnicamente simili alle ADe 11-20, da cui differiscono da diversi particolari, come per esempio la mancanza del terzo fanale centrale, il tipo di respingente-gancio di traino diverso, che in questo caso è di tipo tranviario, e il numero complessivo di posti a sedere, in questo caso leggermente minore.
Esattamente come per le ADe 11-20, la costruzione della parte meccanica è delle Officine Meccaniche della Stanga di Padova, la parte elettrica è della Tecnomasio Italiano Brown Boveri, mentre la cassa è di costruzione di Fiat Ferroviaria.
Dispongono di 52 posti a sedere; originalmente era presente la divisione in 1ª e 2ª classe, abolita successivamente.
Hanno gli interni unificati in stile FCE, e il sistema di illuminazione è ad incandescenza. Dispongono di due carrelli e di due motori diesel (uno per carrello, i quali sono azionati da una trasmissione elettrica), per una potenza complessiva di 272 kW, e raggiungono la velocità massima di 75 km/h. La massa a vuoto è di 38,80 tonnellate.

## Stato attuale

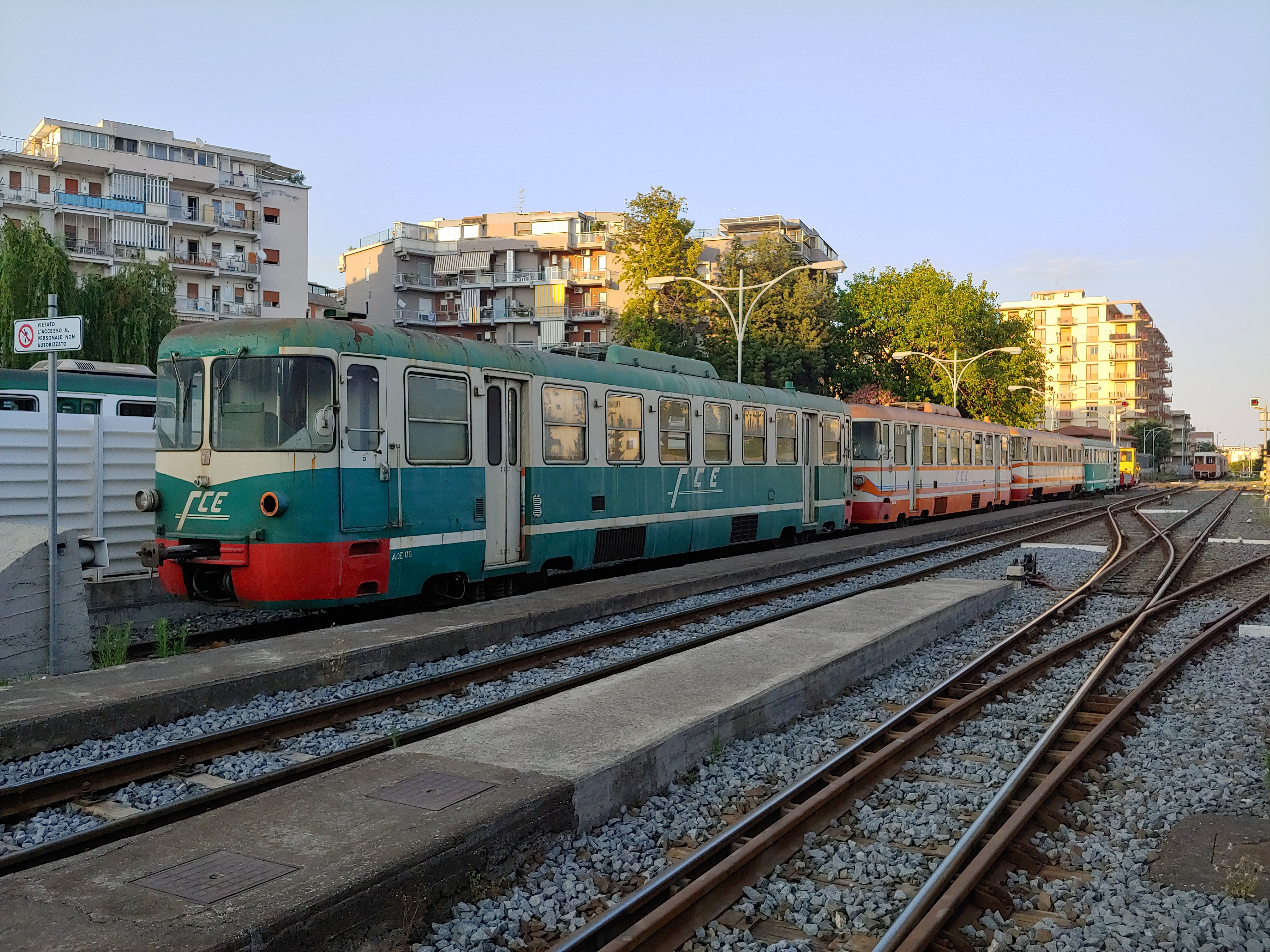
L'ADe 09 e l'ADe 08 accantonate presso la stazione di Catania Borgo, 29 giugno 2019.

Dai primi periodi in cui i nuovi treni binati DMU 001–004 iniziarono ad espletare servizio passeggeri, le automotrici ADe 08 e 09 (le due uniche unità funzionanti), furono accantonate in via definitiva. Il loro accantonamento è probabilmente dovuto anche dal tipo di gancio di traino che queste automotrici adottano, poiché quest'ultimo non permette in alcun modo l'accoppiamento con gli altri rotabili, incluse le carrozze.
Le automotrici ADe 08 e 09, sono attualmente accantonate presso la stazione di Catania Borgo.